# Wolseley 15/50
Der Wolseley 15/50 war eine überarbeitete Version des Wolseley 4/44. Der größte Unterschied bestand im Motor: Der 4/44 hatte eine Morris-Maschine, und nachdem die Fertigung des MG TF eingestellt wurde, war er der einzige Wagen mit diesem Motor. Aus Gründen der Rationalisierung kam der 15/50 mit einem BMC-Motor der B-Serie heraus. In der übrigen Konstruktion entspricht er größtenteils dem MG Magnette.
Anders als der Motor des MG hat die Maschine des 15/50 nur einen einzelnen SU-Vergaser, somit leistet er mit 55 bhp (40 kW) bei 4000 min−1 etwas weniger als sein Schwestermodell. Im Unterschied zum 4/44 besitzt der 15/50 Mittelschaltung. Ab 1956 gab es auf Wunsch eine Manumatic-Halbautomatik. Diese wurde durch einen im Schalthebel verborgenen Mikroschalter bedient, der ein Unterdruck-Servo bediente. Manchmal machte es Schwierigkeiten, dass der 1. Gang nicht synchronisiert war, da man zum Herunterschalten doppelt kuppeln und Zwischengas gegen musste.
Das Fahrzeug hatte eine selbsttragende Konstruktion und unabhängige Radaufhängungen, vorne mit Schraubenfedern, hinten durch die angetriebene Starrachse mit halbelliptischen Blattfedern. Der Wagen besaß eine Zahnstangenlenkung und die vier Trommelbremsen (Trommeldurchmesser: 229 mm) waren von Lockheed.
Um der Marktpositionierung von Wolseley in der gehobenen Klasse gerecht zu werden, hatte der Wagen Luxusausstattungen, wie ein Armaturenbrett aus poliertem Walnussholz, Sitze und Türinnenverkleidungen mit Lederbezug und den traditionellen Wolseley-Kühlergrill mit beleuchtetem Emblem. Die vorderen Einzelsitze lagen sehr nahe beieinander, sodass der Wagen als Sechssitzer genutzt werden konnte, auch wenn er eigentlich als Viersitzer angeboten wurde. Der Handbremshebel war unter dem Armaturenbrett. Eine Heizung gehörte zur Serienausstattung.

## Leistung
Ein Exemplar mit Manumatic wurde 1957 vom britischen Magazin “The Motor” getestet und erreichte eine Höchstgeschwindigkeit von 125 km/h. Den Sprint von 0–100 km/h bewältigte es in 26,7 s Der Benzinverbrauch betrug 9,84 l/100 km.
1958 ersetzte der von Farina entworfene Wolseley 15/60 den 15/50 nach 12.352 Exemplaren.